# Vicente Forte
Vicente Forte (Lanús, Argentina, 4 de abril de 1912 - ibídem, 7 de noviembre de 1980) fue un pintor y profesor argentino. Tuvo más de treinta años de trayectoria, y además ganador de varios premios por sus trabajos.

## Trayectoria
Estudió dibujo en la Escuela de Bellas Artes, donde egresó como profesor en esa disciplina en 1935 y posteriormente, entre 1940 y 1945, hizo una especialización en Grabado.

### Premios
En 1951 obtiene el primer premio en el Salón Anual de Acuarelistas, Pastelistas y Grabadores, en 1953 obtiene la máxima condecoración en el salón de Santa Fe, en 1955 también en Santa Fe le otorgan el gran premio de honor anual.